# 拉特薩夫爾山
45°54′55.3″N 7°7′46.4″E / 45.915361°N 7.129556°E
拉特薩夫爾山（La Tsavre），是瑞士的山峰，位於該國西南部，由瓦萊州負責管轄，屬於本寧阿爾卑斯山脈的一部分，海拔高度2,978米，每年平均降雨量1,303毫米。